# Piptochaetium alpinum
Piptochaetium alpinum là một loài thực vật có hoa trong họ Hòa thảo. Loài này được L.B.Sm. miêu tả khoa học đầu tiên năm 1971.